# Скотс-Блафф (округ)
Округ Скотс-Блафф (англ. Scotts Bluff County) — округ, расположенный в штате Небраска (США) с населением в 36 970 человек по статистическим данным переписи 2010 года. Столица округа находится в городе Гиринг, крупнейший населённый пункт округа — город Скотсблафф.

## География
По данным Бюро переписи населения США округ Скотс-Блафф имеет общую площадь в 1931 квадратный километр, из которых 1915 кв. километров занимает земля и 16 кв. километров — вода. Площадь водных ресурсов округа составляет 0,83 % от всей его площади.

### Соседние округа
- Су (Небраска) — север
- Моррилл (Небраска) — восток
- Гошен (Вайоминг) — запад
- Бокс-Бьютт (Небраска) — северо-восток
- Баннер (Небраска) — юг

## Демография
По данным переписи населения 2000 года в округе Скотс-Блафф проживал 36 951 человек, 10 167 семей, насчитывалось 14 887 домашних хозяйств и 16 119 жилых домов. Средняя плотность населения составляла 19 человек на один квадратный километр. Расовый состав округа по данным переписи распределился следующим образом: 87,58 % белых, 0,27 % чёрных или афроамериканцев, 1,88 % коренных американцев, 0,57 % азиатов, 0,04 % выходцев с тихоокеанских островов, 1,63 % смешанных рас, 8,02 % — других народностей. Испано- и латиноамериканцы составили 17,19 % от всех жителей округа.
Из 14 887 домашних хозяйств в 31,50 % — воспитывали детей в возрасте до 18 лет, 54,20 % представляли собой совместно проживающие супружеские пары, в 10,70 % семей женщины проживали без мужей, 31,70 % не имели семей. 27,80 % от общего числа семей на момент переписи жили самостоятельно, при этом 12,80 % составили одинокие пожилые люди в возрасте 65 лет и старше. Средний размер домашнего хозяйства составил 2,44 человек, а средний размер семьи — 2,97 человек.
Население округа по возрастному диапазону по данным переписи 2000 года распределилось следующим образом: 25,90 % — жители младше 18 лет, 8,40 % — между 18 и 24 годами, 25,40 % — от 25 до 44 лет, 23,00 % — от 45 до 64 лет и 17,20 % — в возрасте 65 лет и старше. Средний возраст жителей округа составил 38 лет. На каждые 100 женщин в округе приходилось 91,20 мужчин, при этом на каждых сто женщин 18 лет и старше приходилось 88,30 мужчин также старше 18 лет.
Средний доход на одно домашнее хозяйство в округе составил 32 016 долларов США, а средний доход на одну семью в округе — 38 932 доллара. При этом мужчины имели средний доход в 30 317 долларов США в год против 20 717 долларов США среднегодового дохода у женщин. Доход на душу населения в округе составил 17 355 долларов США в год. 11,00 % от всего числа семей в округе и 14,50 % от всей численности населения находилось на момент переписи населения за чертой бедности, при этом 22,00 % из них были моложе 18 лет и 8,70 % — в возрасте 65 лет и старше.

## Главные автодороги
- US 26
- Автомагистраль 29
- Автомагистраль 71
- Автомагистраль 92

## Населённые пункты

### Города
- Гиринг
- Минатэр
- Митчелл
- Скотсблафф

### Деревни
- Генри
- Лаймен
- Мак-Гру
- Мелбета
- Моррилл
- Территаун